# Тахаві Ахтанов
Тахаві Ахта́нов (каз. Тахауи Ахтанов; нар. 25 жовтня 1923, Шетіргіз — пом. 25 вересня 1994, Алмати) — казахський письменник і драматург.

## Біографія
Народився 25 жовтня 1923 року в аулі Шетіргізі (нині Шалкарський район Актюбінської області Казахстану) у заможній сім'ї скотаря. Дитинство провів у селі Карабуці, а після смерті батька до 9-го класу виховувався в інтернаті у селі Новоросійському. Потім приписав собі один класс і 1940 року вступив на філологічний факультет Казахського педагогічного інституту в Алмати.
У грудні 1941 року мобілізований до Червоної армії. Брав участь у німецько-радянській війні. Член ВКП(б) з 1943 року. Після закінчення військової служби протягом 1948—1951 років працював редактором і завідувачем відділення у Казахському державному об'єднаному видавництві, у 1951—1953 роках керував відділом сценаріїв у «Казахфільмі», у 1953—1954 роках був редактором журналу «Әдебиет және Искусство»/«Література і мистецтво» (сучасний «Жұлдыз»), у 1954—1955 роках працював відповідальним секретарем Спілки радянських письменників Казахстану, у 1955—1957 роках — відповідальний секретар відділення Спілки письменників у Карагандинській області, у 1957—1958 роках — начальник Комітету у справах мистецтв при Раді міністрів Казахської РСР, у 1971—1972 роках — головний редактор журналу «Жұлдыз», у 1975—1984 роках — директор республіканської книжкової палати. Помер в Алмати 25 вересня 1994 року.

## Творчість
Серед творів:
повісті
- «Сповідь степів» (1965; про долю чабана; український переклад Федора Моргуна — «Буран»);
- «Індійська повість» (1972);

романи
- «Грізні дні» (1956; про подвиги радянських воїнів під час німецько-радянської війни);
- «Світло вогнища» (1980);

драми
- «Сауле» (1962);
- «Несподівана зустріч» (1970);
- «Смуток кохання» (1972);
- «Клятва» (1973; про взаємини і братерство казахів та росіян у 18 столітті);
- «Батько й син» (1979).

Автор збірки літературно-критичних статей «Караван» (1969).
Переклав казахською мовою «Казку про золотого півника» Олександра Пушкіна, трилогію Олексія Толстого «Ходіння по муках», роман «Кавалер Золотої Зірки» Семена Бабаєвського, оповідання Івана Тургенєва, Максима Горького.

## Відзнаки
- Нагороджений орденами Вітчизняної війни I та II ступенів, двома Червоної Зірки, Трудового Червоного Прапора, Дружби народів, «Знак Пошани»;
- Державна премія Казахської РСР (1968; за роман «Боран»)[2];
- Народний письменник Казахстану з 1992 року.

## Вшанування
- Ім'ям письменника названі вулиці в Алмати та Актобе[2];
- Його ім'я з 1997 року носить Актюбінський обласний театр драми[2].

## Переклади творів українською мовою
- Ахтанов, Тахаві. Буран : Роман / перекл. з казах. Ф. Моргуна; худож. О. Бичко — К. : Дніпро, 1974 — 152 с. (сер. «Скарбниця братніх літератур»).